# Странська Вас (Доброва-Полхов Градець)
Странська Вас (словен. Stranska vas) — поселення в общині Доброва-Полхов Градець, Осреднєсловенський регіон, Словенія. 
Висота над рівнем моря: 310,7 м.